# 旺多姆拱廊街
旺多姆拱廊街（Passage Vendôme）是巴黎的拱廊街之一，位于巴黎第三区，起于rue Béranger16号，止于共和国广场1号，长57米。宽4米。

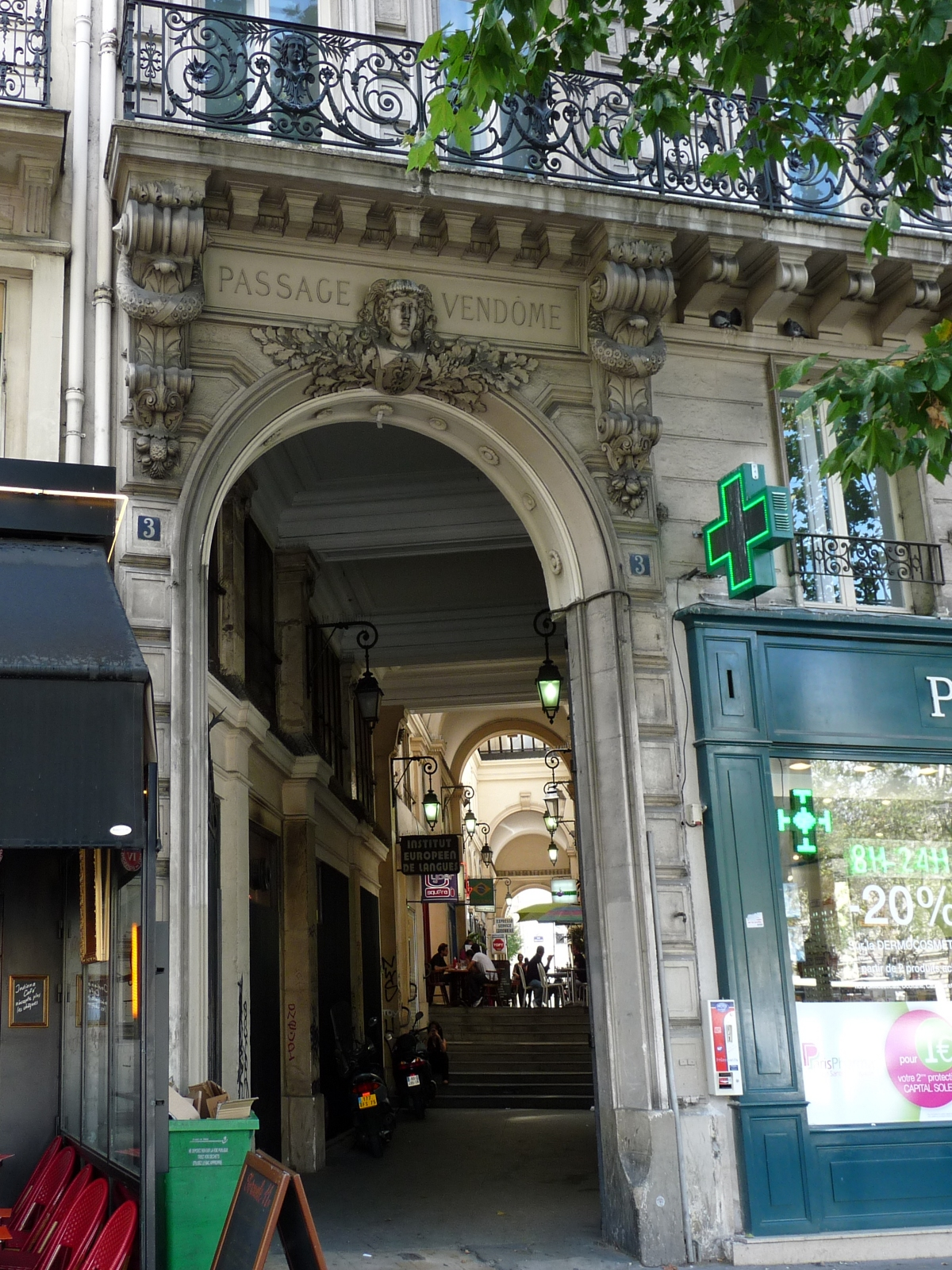
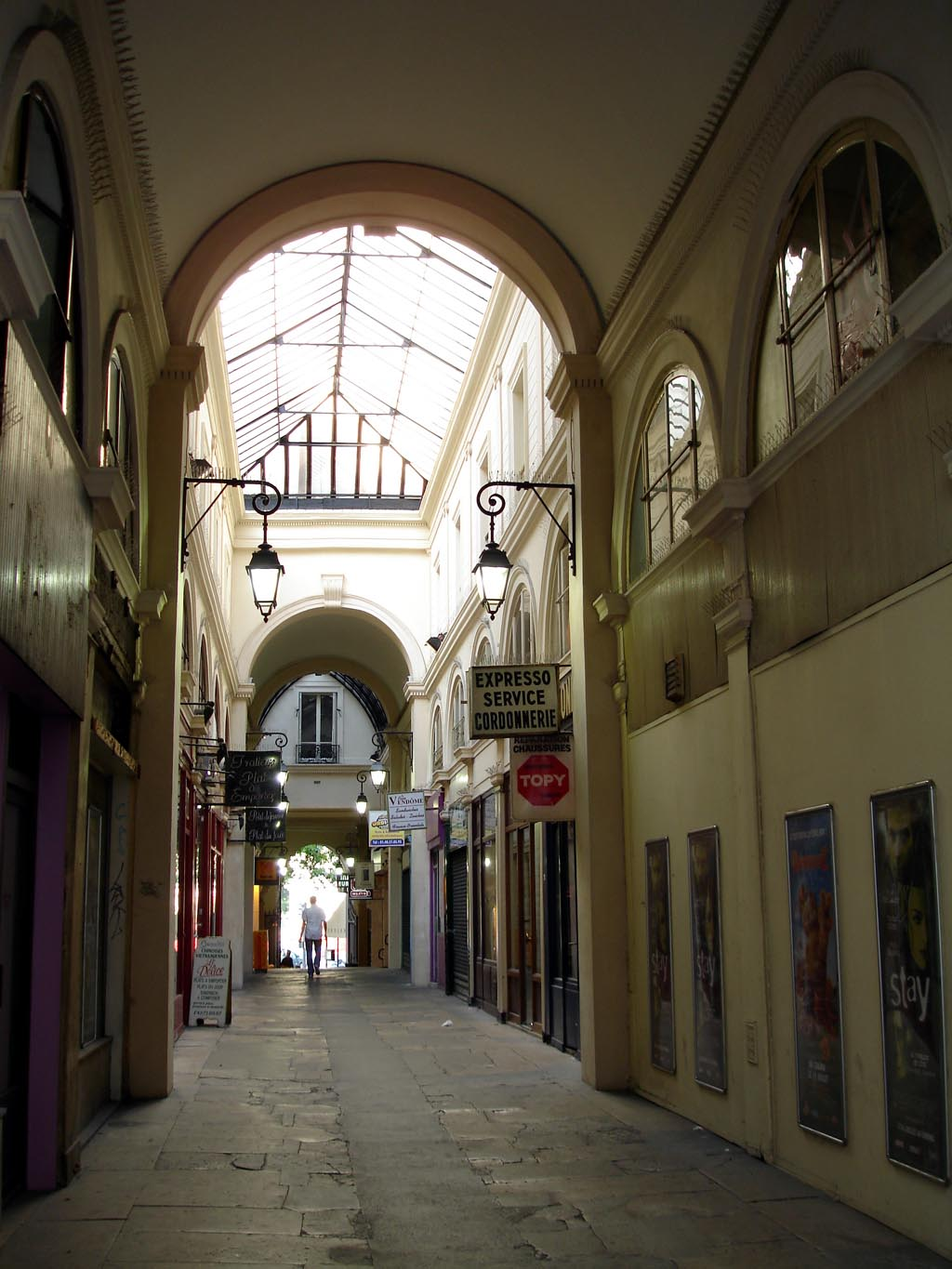
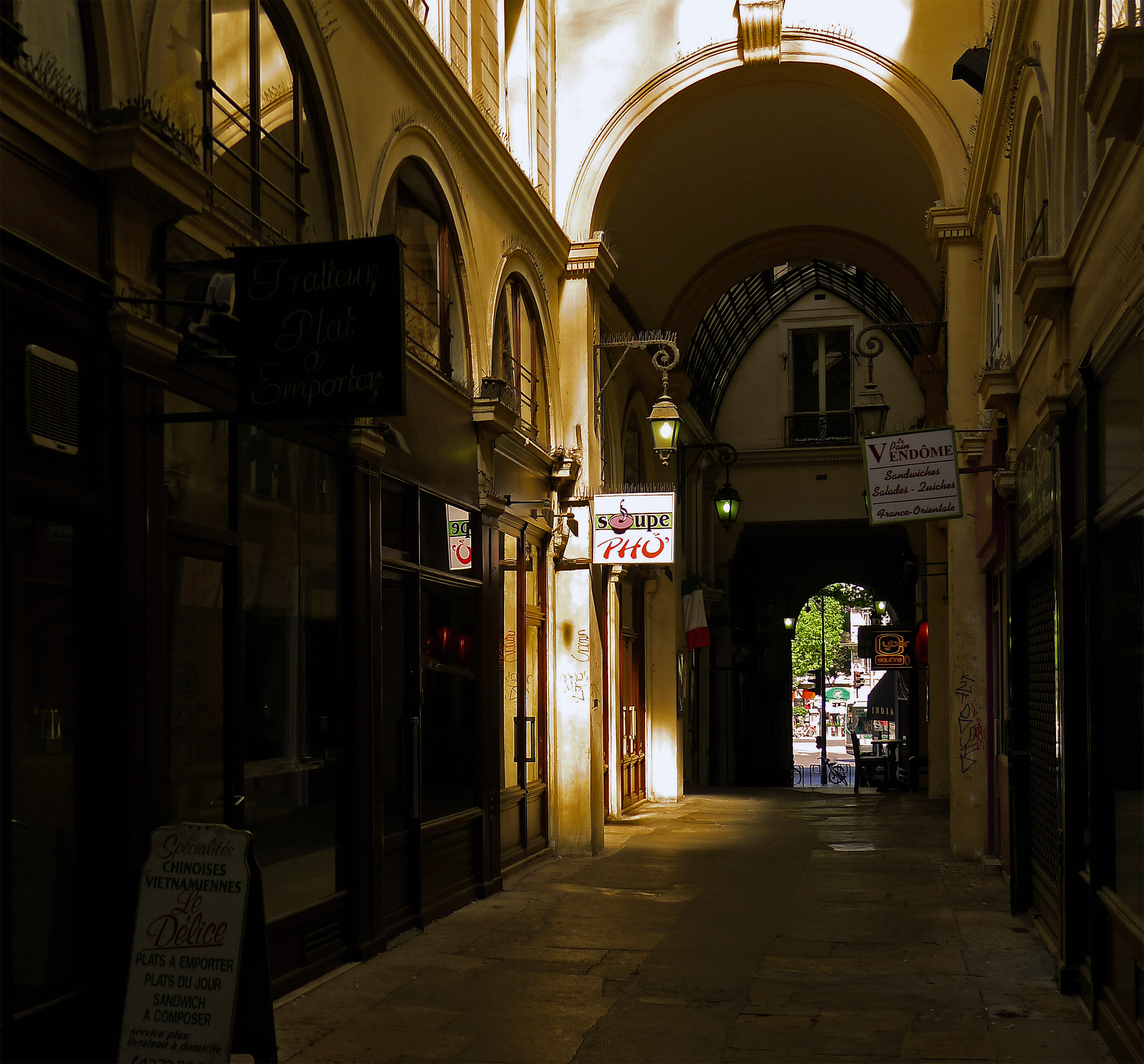

旺多姆拱廊街建于1827年。1987年4月13日，它已被列为法国历史古迹.